# 鑽頭錐螄螺
鑽頭錐螄螺（学名：Eglisia tricarinata）为海螄螺科錐螄螺屬下的一个种。